# Spivey's Corner
Spivey's Corner est une census-designated place située dans le comté de Sampson, dans l’État de Caroline du Nord, aux États-Unis. Lors du recensement de 2020, elle comptait 576 habitants.